# Гороцвет
Гороцве́т (болг. Гороцвет) — село в Разградській області Болгарії. Входить до складу общини Лозниця.

## Населення
За даними перепису населення 2011 року у селі проживали 408 осіб.
Національний склад населення села:
| Національність   | Кількість осіб | Відсоток |
| ---------------- | -------------- | -------- |
| турки            | 273            | 69,8%    |
| болгари          | 115            | 29,4%    |
| не визначились   | 0              | 0%       |
| Всього відповіли | 391            |          |

Розподіл населення за віком у 2011 році:
Динаміка населення: